# Richard Dove (Lyriker)
Richard Dove (* 26. August 1954 in Bath, England) ist ein deutschsprachiger Schriftsteller britischer Herkunft.

## Leben und Werk
Nach dem Schulabschluss absolvierte Richard Dove ein Studium der Germanistik und Romanistik in Oxford, das er mit der Promotion über August von Platen abschloss. Anschließend war er als Dozent in Exeter, Regensburg sowie in Wales tätig. In den Anfängen schrieb er englische Lyrik. Seit dem Umzug 1987 nach München verfasst er in erster Linie Gedichte in deutscher Sprache, die in Einzeltiteln sowie Anthologien, Literaturzeitschriften und Zeitungen veröffentlicht wurden.
Darüber hinaus verfasst Dove Aufsätze und Rezensionen und überträgt Gedichte deutschsprachiger Lyriker wie Ernst Meister, Friederike Mayröcker und Reiner Kunze ins Englische.
Mit den von zahlreichen namhaften Autoren wie Alfred Andersch, Erich Fried und Hans Magnus Enzensberger ins Deutsche übertragenen Sammelbänden Unteilbar. Gedichte aus sechs Jahrzehnten sowie Unterhaltung mit der Muse des Alters hat Dove entscheidenden Anteil an der weitreichenden Rezeption der Gedichte Michael Hamburgers im deutschen Sprachraum.
Richard Dove ist verheiratet und hat zwei Töchter. Er lebt in München und unterrichtet dort als Dozent am Fremdspracheninstitut der Landeshauptstadt München.

## Einzeltitel
- Farbfleck auf einem Mondrian-Bild St. Ingbert: Edition Thaleia, 2002, ISBN 9783924944575
- Aus einem früheren Leben. Englisch/Deutsch. Aus dem Englischen von Ulrike Draesner, Hans Magnus Enzensberger, Gerhard Falkner, Michael Krüger, Reiner Kunze, Michael Lentz, Friederike Mayröcker, Heinz Piontek, Àxel Sanjosé, Joachim Sartorius, Ludwig Steinherr, Jürgen Theobaldy, Paul Wühr u. a. München: Buch und Media Verlag, 2003, ISBN 9783865200327
- Am Fluß der Wohlgerüche. Aachen: Rimbaud Verlag, 2008, ISBN 978-3-89086-534-8
- Syrische Skyline. Aachen: Rimbaud Verlag, 2009, ISBN 978-3-89086-520-1
- Straßenbahn, Hiroshima. Aachen: Rimbaud Verlag, 2011
- Die zwei Jahreszeiten. München: Allitera Verlag, 2016, ISBN 978-3-86906-935-7
- Unterwegs nach San Borondón. Aachen: Rimbaud Verlag, 2020, ISBN 978-3-89086-223-1

## Anthologien und Literaturzeitschriften (Auswahl)
- Theo Breuer und Traian Pop (Hrsg.): Matrix 28. Atmendes Alphabet für Friederike Mayröcker. Pop Verlag, Ludwigsburg 2012.
- Axel Kutsch (Hrsg.): Versnetze. Deutschsprachige Lyrik der Gegenwart. Verlag Ralf Liebe, Weilerswist 2008–2010.
- Shafiq Naz (Hrsg.): Der deutsche Lyrikkalender 2010. Alhambra Publishing, Bertem 2009.
- Theo Breuer (Hrsg.): In ein anderes Blau. Autographen deutscher Dichter in memoriam Rolf Dieter Brinkmann und Thomas Kling. Künstlerbuch. edition bauwagen, Itzehoe 2005.
- Joachim Sartorius (Hrsg.): Nachrichten von der Poesie. CD. Random House Audio, München 2005.
- Literaturzeitschriften: Akzente, Das Gedicht, Litfaß, ndl.

## Übertragung (Auswahl)
- Ludwig Steinherr: Before the Invention of Paradise (2010).
- Reiner Kunze: Rich Catch in the Empty Creel (2010).
- Friederike Mayröcker: Raving Language (2007).
- Joachim Sartorius: Ice Memory (2006).
- Michael Krüger: At Night, beneath Trees (1998).
- Ernst Meister: Not Orpheus. Selected Poems (1996).
- Michael Krüger: Diderot's Cat (1993).

## Herausgabe (Auswahl)
- Jürgen Dziuk: was bleibt ist Ferne. Hg. v. Richard Dove und Àxel Sanjosé. Weilerswist: Verlag Ralf Liebe (ehemals Landpresse), 2007, ISBN 3-935221-82-7.[6]
- Michael Hamburger: Unteilbar. Gedichte aus sechs Jahrzehnten. Aus dem Englischen übertragen von Cyrus Atabay, Michael Donhauser, Michael Krüger, Adolf Muschg, Peter Waterhouse u. v. a. (1997).
- Michael Hamburger: Unterhaltung mit der Muse des Alters. Aus dem Englischen übertragen von Richard Anders, Werner Dürrson, Walter Helmut Fritz, Raoul Schrott, Franz Wurm u. v. a. (2004).
- Friedrich Rückert: Jetzt am Ende der Zeiten. Unveröffentlichte Gedichte (1988).